# Viettesia proxima
Viettesia proxima är en fjärilsart som beskrevs av De Toulgoët 1959. Viettesia proxima ingår i släktet Viettesia och familjen björnspinnare. Inga underarter finns listade i Catalogue of Life.